# Fjodor Sologub

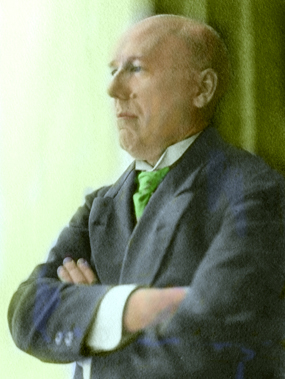
Fjodor Sologub (1913)

Fjodor Sologub (eigentlich Fjodor Kusmitsch Teternikow; russisch Фёдор Сологуб, wiss. Transliteration Fëdor Sologub; * 17. Februarjul. / 1. März 1863greg. in Sankt Petersburg; † 5. Dezember 1927 in Leningrad) war ein russischer Schriftsteller des sogenannten dekadenten Symbolismus.

## Leben
Sologub war 25 Jahre lang Lehrer in der Provinz und in St. Petersburg.
Sologubs dem Symbolismus verpflichtete Dichtung ist geprägt von seiner fast krankhaft düsteren, dämonisierenden Sicht einer vom Satan beherrschten Welt, in der die Menschen sich selbst die schlimmsten Teufel sind. Das gilt sowohl für die formal strenge, phantastische Visionen und Beschwörungen bevorzugende, gelegentlich aber auch politisch engagierte Lyrik (Der Flammenkreis, 1908) wie für die Erzählungen, Novellen und Romane, die das Thema der Dämonie häufig mit denen der Liebe und des Todes verbinden (Der Stachel des Todes, 1904; Tod nach der Annoncen 1907; Die trauernde Braut, 1908).
1904 erschien von Sologub eine Sammlung von 39 Märchen, der er ein Jahr später einen Band mit „Politischen Märchen“ folgen ließ. Daneben spielt für den mit der Welt des Kindes vertrauten Lehrer die kindliche Erfahrung, besonders als Angstzustand, eine wichtige Rolle (In der Menge, 1907). Hierher gehört auch sein bedeutendstes Werk, der Roman Der kleine Dämon (1907; dt. 1909), dessen Zentralfigur, ein sadistischer Lehrer an einem Provinzgymnasium, zu den fesselndsten, an Nikolai Gogol, Michail Saltykow-Schtschedrin, aber auch Edgar Allan Poe anknüpfenden Gestaltungen des Boshaft-Banalen gehört. Mit seiner Ehefrau Anastassija Tschebotarewskaja hatte Sologub seit 1907 zusammengearbeitet.
Sologub erkrankte im Jahre 1925 und starb nach mehreren Monaten des Leidens. Er wurde auf dem Smolensker Friedhof in Leningrad bestattet.

## Werke
Romane:
- Der kleine Dämon (1907,[1] dt. 1909)
- Eine Legende im Werden, 3 Bde. (1908–12; dt. 2 Bde., 1913, u. d. T. Totenzauber)
- Süßer als Gift (1908; dt. 1922)

Erzählungen:
- Schatten (1896; dt. 1912)

Gedichtsammlungen:
- Gedichte (1896)
- Blauer Himmel (1921)

Drama:
- Triumph des Todes (1907)

Ausgaben:
- Ges. Werke, 20 Bde., russ. (1913ff.)

Deutsche Übersetzungen:
- Märchen (1908, 1948)
- Fabeln u. Märchen (1917)
- Meisternovellen (1960).